# ТЕС Кейп-Ламберт (стара)
20°35′46″ пд. ш. 117°10′18″ сх. д. / 20.59611° пд. ш. 117.17167° сх. д.
ТЕС Кейп-Ламберт (стара) – колишня теплова електростанція на північному заході Австралії.
У 1972-му на Кейп-Ламберт почав роботу термінал для відвантаження залізної руди компанії  Rio Tinto. Для забезпечення його енергетичних потреб (а також подачі енергії до розташованого далі на схід Порт-Гедленду) ввели в дію електростанцію з трьома паровими турбінами потужністю по 35 МВт.
Починаючи з 1984-го, ТЕС використовувала природний газ, який подали по трубопроводу Дампір-Банбері – Кейп-Ламберт.
Видалення продуктів згоряння здійснювали за допомогою трьох димарів, а видача електроенергії до Порт-Гедленду відбувалась по ЛЕП, розрахованій на роботу під напругою 220 кВ. 
Стара станція в Кейп-Ламберті існувала близько чотирьох десятків років. Як засвідчують дані геоінформаційних систем, у 2012-му її споруди знесли. При цьому в середині 2010-х південніше від терміналу почала роботу нова ТЕС Кейп-Ламберт.